# José María Cortina
El coronel José María Cortina fue un militar argentino que luchó en la Guerra de Independencia Argentina, las guerras civiles, la Guerra del Brasil y en la lucha de la Confederación Argentina contra la intervención anglo-francesa.

## Biografía
José María Cortina nació en la ciudad de Buenos Aires, Virreinato del Río de la Plata (Argentina) el 14 de agosto de 1794, hijo de Pedro González Cortina, nacido en 1758 en Pendueles, Asturias, España, y de Manuela Josefa Feliciana Gómez Cueli, nacida en 1762 en Buenos Aires. 

### Guerra de independencia
Ingresó al ejército patriota el 9 de julio de 1810 como soldado en la Compañía Patriótica. Hizo sus estudios en la Academia Militar de Matemáticas de Buenos Aires, creada por iniciativa de Manuel Belgrano para la capacitación de los oficiales y cadetes del ejército revolucionario y puesta bajo la dirección del teniente coronel Felipe de Santenach el 12 de septiembre de 1810.
En 1811 se incorporó a las fuerzas que operaban en la Banda Oriental, participando del primer sitio de Montevideo hasta su levantamiento en octubre de 1811 a raíz del tratado que puso fin provisorio a la lucha con los realistas en ese frente.
Al enviudar, en 1812 su madre solicitó y obtuvo su designación como subteniente del 2.º escuadrón del Regimiento de Granaderos a Caballo creado el 11 de septiembre de ese año.
Reiniciadas las hostilidades, a partir del mes de octubre de 1812 integró el segundo ejército sitiador participando en la batalla del Cerrito el 31 de diciembre del mismo año. A raíz de su desempeño fue promovido a portaguión del Regimiento de Dragones de la Patria.
En 1813 participó a las órdenes del coronel Domingo French de la expedición al Yaguarón y en la captura del Fuerte Quilombo, situado a orillas del río Yaguarón (actualmente en la frontera con el Brasil),  donde se habían concentrado tropas españolas y portuguesas. Tras esa campaña se reincorporó al sitio, donde permaneció hasta la rendición de la plaza el 23 de junio de 1814, siendo tras la victoria ascendido el 11 de agosto a ayudante mayor del Cuerpo Guardias de Caballería del Superior Gobierno.

### Guerras Civiles
Transportado con sus hombres en la goleta Carmen en 1815 fue destinado a las fuerzas que al mando de Juan José Viamonte invadieron la provincia de Santa Fe para luchar contra la Liga Federal que respondía al caudillo oriental José Gervasio Artigas. Cortina fue tomado prisionero en esa campaña, recibiendo en la captura dos culatazos que afectarían su salud de por vida. Fue conducido herido al campamento de prisioneros en la Banda Oriental llamado Purificación del Hervidero, donde los padecimientos de su cautiverio agravaron sus dolencias que llegarían a inutilizarlo por completo en su vejez.
Tras ser liberado y reintegrado a su ciudad natal, fue promovido el 8 de marzo de 1816 al grado de capitán del Regimiento Húsares de la Unión.
Tras participar en un encuentro contra los indios en Calchines, en 1818 fue destinado con su regimiento a la nueva campaña sobre Santa Fe al mando del general Juan Ramón Balcarce, luchando en la batalla del Paso de Aguirre del 27 de noviembre de 1818.
Durante la Anarquía del Año XX sirvió en el cuerpo de Lanceros hasta que se pasó a los partidarios de Carlos María de Alvear, en alianza con las fuerzas santafecinas. El 2 de agosto de 1820 fue tomado prisionero por las fuerzas porteñas al mando de Manuel Dorrego en San Nicolás de los Arroyos y el 13 de febrero de 1821 fue dado de baja del ejército.
En febrero de 1822 solicitó y obtuvo ser incorporado a la reforma militar de Bernardino Rivadavia. Pese a que implicaba el retiro efectivo, desde el 24 de enero al 12 de julio de 1822 se desempeñó como sargento mayor del Regimiento N° 2 de Campaña en reemplazo de José Antonio Bianqui, pasando recién entonces a retiro.

### Guerra del Brasil
Al acercarse el estallido de la guerra del Brasil, Cortina volvió al servicio integrándose al Ejército de Observación en las márgenes del río Uruguay. El 18 de julio de 1825 fue enviado en misión secreta tras las líneas del Imperio del Brasil. Tras regresar, ya en pleno conflicto, fue nombrado ayudante de campo del general Martín Rodríguez. El 10 de enero de 1826 fue enviado a Buenos Aires, regresando el 25 al campamento del Arroyo del Molino con instrucciones del gobierno para el general en jefe.
El 2 de febrero de 1826 fue destinado al Regimiento N° 1 de Caballería con el grado de sargento mayor. Al frente de un destacamento de 40 hombres de su regimiento intervino en la toma de São Gabriel y el 13 de febrero de 1827 en la Batalla de Bacacay a las órdenes del coronel Pablo Zufriategui.
El 15 de febrero al mando de una fuerza de 100 hombres integró la agrupación del general Lucio Norberto Mansilla durante la batalla de Ombú venciendo y dispersando a la caballería de Bento Manuel Ribeiro, considerada la mejor fuerza enemiga. El 20 de febrero luchó en la batalla de Ituzaingó bajo el mando del coronel Federico Brandsen participando de la heroica y absurda carga frontal de su regimiento contra una posición fortificada de la infantería brasileña, protegida por un profundo zanjón insuperable para la caballería, siguiendo las órdenes del general en jefe Carlos María de Alvear.
Tras la victoria de Ituzaingó, Cortina fue ascendido y recibió los cordones y escudo de plata de honor concedidos por el Congreso Argentino a los vencedores.
El 1 de marzo de 1827 fue transferido al Regimiento N° 3 de Caballería como comandante de escuadrón. Al frente de sus fuerzas luchó en la batalla de Camacuã (23 de abril de 1827) y posteriormente en la batalla de Padre Filiberto (22 de febrero de 1828), tras la que fue enviado a la provincia de Santa Fe con el objeto de recibir los contingentes militares y navales que dicha provincia debía proporcionar a las fuerzas republicanas.

### Frontera de la Provincia de Buenos Aires
El 13 de mayo de 1828 fue nombrado comandante del Regimiento N° 4 de Milicias de Caballería de Buenos Aires y destinado al puesto de Laguna Verde (Pergamino) pero fue luego dado de baja por razones políticas y reintegrado a la caída del gobierno del general Juan Lavalle.
El 12 de enero de 1830 fue promovido a coronel graduado y el 21 de enero de 1831 a efectivo. Puesto al frente del Regimiento N° 5 de Caballería permaneció de guarnición en la frontera oeste de la provincia de Buenos Aires.
El 30 de septiembre de 1832 casó con Gregoria Zubiaurre y González, con quien tuvo varios hijos, entre ellos María Fortunata González Cortina y Zubiaurre, quien casó en 1854 con su primo hermano Félix Arzac y Cortina, y María Gregoria González Cortina y Zubiaurre, que casó en 1857 con Ignacio José de Irigoyen.
Durante la Campaña al Desierto de 1833 encabezada por Juan Manuel de Rosas, permaneció en la Guardia de San Miguel del Monte, base de operaciones de la columna izquierda al mando directo de Rosas.
Cuando se preparaba la Revolución de los Restauradores, el gobernador Juan Ramón Balcarce ordenó al general Juan Izquierdo, jefe del regimientos N° 2 de campaña, y al coronel Cortina que dispersaran las fuerzas que reunía el coronel Prudencio Rosas en el sur de la provincia. Ambos negaron obediencia al gobierno y las milicias de campaña se plegaron al movimiento que estalló el 11 de octubre de 1833 deponiendo a Balcarce.

### Guerra del Paraná
Cortina continuó en servicio y apoyó lealmente a Rosas. Al producirse la intervención anglo-francesa en el Río de la Plata fue movilizado a las costas del Río Paraná. En la Batalla de la Vuelta de Obligado del 20 de noviembre de 1845 estuvo al mando de 2 escuadrones de 220 plazas desplegados a retaguardia de la batería Restaurador compuestos de milicias de caballería a las órdenes directas del ayudante mayor Julián del Río y del teniente Facundo Quiroga, hijo del "Tigre de Los Llanos" y vecino de San Pedro (Buenos Aires).
Tras la acción, Cortina permaneció a cargo de la costa de Obligado, participando luego del Combate de San Lorenzo del 16 de enero de 1846 y de la batalla de Quebracho del 4 de junio de 1846, bajo el mando del general Lucio Norberto Mansilla.

### Últimos años
Dos años después fue nombrado comandante de la frontera norte de la provincia de Buenos Aires, de guarnición en San Nicolás de los Arroyos. Tras el pronunciamiento contra Rosas de Justo José de Urquiza y cuando éste se preparaba para vadear con sus fuerzas el río Paraná, las fuerzas a su mando se sublevaron y Cortina fue herido de lanza, pese a lo cual pudo participar en la Batalla de los Campos de Álvarez (31 de enero de 1852) y en la Batalla de Caseros (3 de febrero de 1852).
Posteriormente participó de la defensa de la ciudad de Buenos Aires en el sitio de 1853 tras lo cual fue nombrado jefe militar interino de San Nicolás hasta que ese mismo año dejó el servicio activo en razón de su deteriorada salud, computándosele 43 años de servicios, en su mayor parte en campaña. El 28 de diciembre de 1865 obtuvo su pase al Cuerpo de Inválidos. Acorde a lo establecido en la ley del 24 de septiembre de 1868, el 7 de noviembre de este año pasó a integrar la "Lista de Guerreros de la Independencia".
Falleció en San Nicolás el 26 de julio de 1869, dejando escritas sus Memorias.